# 索卢县 (西晋)
索卢县，中国古县名。
西晋置。北魏神瑞二年（415年）废。太和中分广川县复置，治所在今河北省枣强县东。属长乐郡。北齐时，省入枣强县。